# Lula Romero
Lula Romero, María de la Luz Romero Garrido, (Palma de Mallorca, 1976) es una compositora de música electroacústica y acústica española que actualmente cursa un doctorado artístico en la Universidad de Música y Artes Escénicas de Graz, Austria. Es titulada en composición, piano e historia del arte. 

## Biografía
Romero es titulada Superior en Composición y Profesional de Piano por el Conservatorio Superior de Música “Manuel Castillo”, Sevilla, así como Licenciada en Historia del Arte por la Universidad de la misma ciudad. Compaginó su labor como compositora con la de profesora en el Conservatorio Superior de Música de Sevilla en la materia de Fundamentos de la Composición. Su formación se completa con el título de Master en Composición en el Royal Conservatoire de La Haya con Gilius van Bergeijk y Cornelis de Bondt como profesores. Actualmente vive y trabaja en Berlín.
Sus obras han sido interpretadas por conjuntos de música contemporánea, tales como, KNM Ensemble Berlin, Vertixe Sonora Ensemble, Nieuw Ensemble, Ligeti Academy Ensemble, Zafraan Ensemble, RadaR Ensemble, Grup Instrumental de Valencia, Grupo Dhamar, Krater Ensemble, NEOSBrass, Rosa Ensemble, Ensemble Espacio Sinkro, Taller Sonoro, y por el pianista Alberto Rosado.

### Estilo musical
En su trabajo de composición, Romero explora los fenómenos del espacio, lo material, la estructura y forma y el material sonoro en relación con teorías y prácticas de igualdad social y feminismo. Intenta en sus composiciones que la música no sea un mero objeto de consumo o arte decorativo sino que diga algo por sí misma. Sus obras nos invitan a no ser pasivos y creen nuevas posibilidades. A través de una estructura compleja su obra no busca expresar la individualidad o sensibilidad de la autora sino el encuentro con el otro. En palabras de ella misma:

El arte debería apelar al oyente no haciéndose simple, objeto de consumo o convirtiéndose en “expresión” del artista, en resumen perdiendo su verdad, sino realmente creando nuevas posibilidades.

### Obras
- Displaced (2020) for Chamber Orchestra[6]
- Nomadic Traces (2019) for solo piano[7]
- Dérive (2017) for string quartet and live electronics[8]
- Entmündigung (2015) for two sopranos, alto and live electronics[9]
- Desencuentros (2012) for two piano and live-electronics[10]

### Discografía
- En 2019 se publicó su Potrait-CD en la serie "Edition Zeitgenössische Musik" (WERGO) producido por el Deutscher Musikrat.[1]
- ins Offene (2012-13) para 10 instrumentos y electrónica en vivo[11]
- SEGMOD MTRAK (2018) pieza electrónica creada con SEGMOD - una síntesis de sonido non-standard[12]
- Epigramas wieder ein mitternächtiger Tag (2015) pieza para flauta sola Alessandra Rombolá: flauta[13]

## Premios[1][3]
- En 2017 la residencia Deutsches Studienzentrum (Venecia) .
- En 2015 y 2012, el Experimentalstudio Freiburg, los Kompositionsstipendium
- En 2014 con el GIGA-HERTZ Production prize  por el ZKM
- En 2011 el Berlin–Rheinsberger Kompositionspreis
- Mención Honorífica del premio Fundación Autor - CDMC 2010 por su obra profil perdu.
- En 2010 fue seleccionada como compositora para la Ligeti Academy (perteneciente al Asko-Schönberg Ensemble).
- Ha recibido el premio de composición del CDMC 2008 del Ministerio de Cultura español por su composición in constant sorrow para ensemble[14]